# Sola (Becky G)
Sola è un singolo della cantante statunitense Becky G, pubblicato nel 2016 dalla Sony Music Latin e dalla RCA Records.
É il primo singolo in lingua spagnola della cantante.